# 대원군 초상화
대원군 초상화(大院君 肖像畵)는 부산광역시 서구 동아대학교 박물관에 있는 초상화이다. 2004년 10월 4일 부산광역시의 유형문화재 제60호로 지정되었다.

## 개요
이 작품은 몸을 약간 왼쪽으로 튼 채 손으로 자주색 함을 받들고 선 大院君 李昰應(1820-1898)의 전신상이다. 의복 등에서 이국적인 풍모가 엿보이기도 하지만 화면 우측에 ‘大院君之肖像’이라는 묵서가 적혀 있어 대원군의 초상임을 밝히고 있다. 이 초상화는 서예가 오세창의 제자인 원충희(元忠喜)가 소장하던 것을 동아대박물관에서 인수한 것이다.
현재 알려져 있는 대원군의 초상화는 동아대학교 소장본을 포함하여, 국립중앙박물관 소장의 작자미상 금관조복본, 서울역사박물관의 이한철과 이창옥의 합작본(1880년), 서울대학교 소장의 작자미상 반신상 등 총 4점이다. 그 가운데 가장 늦게 제작되어 대원군의 노년의 모상을 보여주는 것이 이 작품이다. 복식 등으로 미루어 이 초상화는 대원군이 1882년 임오군란의 책임자로 청국으로 연행되어 바오딩(保定)에서 3년간 유폐된 생활을 겪었을 당시를 전후하여 우리나라 사람에 의해 제작된 작품으로 보인다. 
인물의 안면은 약간 붉은 빛이 도는 살색으로 채색하고, 여러 개의 가는 선을 겹쳐 인물의 윤곽을 매우 세밀하게 표현하면서 자연스런 음영을 만들었다. 몸은 얼굴에 비해 매우 간단하게 표현되었으며 신체비례로 보아 입상인지 좌상인지 단언하기는 힘들다. 의복의 옷주름도 도식적이며 붉은 색 술이 달린 검은 모자도 청나라의 것에 가깝다. 따라서 이 작품은 대원군의 얼굴을 중심으로 정확히 그리고 나머지는 다 그리지 못하고 마감한 미완성의 형태처럼 보이기도 한다.
그러나 이 작품의 제작당시는 서양화법, 명암법 등 새로운 화풍이 알려진 시기임에도 불구하고 우리나라의 전통적인 초상화기법을 충실히 따르고 있다. 이 작품은 조선말기의 초상화이지만 전통기법을 제작되어 근엄한 인품을 반영하면서도 음영법과 입체감 등에 의한 사실성을 보여준다.

## 참고 문헌
- 대원군 초상화 - 국가유산청 국가유산포털